# Franco Juri
Franco Juri, slovenski politik in geograf, jezikoslovec ter karikaturist italijanskega rodu* 24. oktober 1956, Koper.
Bil je poslanec 5. državnega zbora Republike Slovenije (2008-11).

## Življenjepis
Rodil se je 24. oktobra 1956. Leta 1987 je diplomiral iz geografije in italijanskega jezika s književnostjo na Filozofski fakulteti. Po končanem študiju se je zaposlil kot profesor na italijanski gimnaziji in Srednji ekonomski šoli v Kopru, nato pa na Filozofski fakulteti kot asistent italijanske književnosti. Leta 1988 je bil ustanovni član Odbora za človekove pravice in  Skupine/Gruppo 88. V letih 1990 do 1993 je bil poslanec LDS v državnem zboru, bil je član prve ustavne komisije državnega zbora in vodja delovne skupine državnega zbora za pomoč vojnim beguncem iz nekdanje Jugoslavije. V obdobju 1993–1997 je bil veleposlanik RS v Španiji in na Kubi, v letih od 1997 do 2000 državni sekretar na MZZ. Od leta 2000 je samostojni novinar, publicist, karikaturist, avtor in voditelj TV in radio oddaj, pisatelj. Je član Amnesty International. 
11. septembra 2010 je bil izvoljen za podpredsednika Zaresa. 
Prevzel je funkcijo direktorja Pomorskega muzeja Sergej Mašera v Piranu.
Bil je eden izmed 571. podpisnikov Peticije zoper cenzuro in politične pritiske na novinarje v Sloveniji.

### Državni zbor
2008-2011
V času 5. državnega zbora Republike Slovenije, član Zares - nove politike, je bil član naslednjih delovnih teles:
- Odbor za zadeve Evropske unije (član)
- Komisija za narodni skupnosti (član)
- Odbor za zunanjo politiko (član)
- Odbor za kulturo, šolstvo, šport in mladino (podpredsednik)
- Komisija za odnose s Slovenci v zamejstvu in po svetu (član)

1. januarja 2011 je bil izvoljen za vodjo poslanske skupine Zares.
Na državnozborskih volitvah leta 2011 je kandidiral na listi Zares.